# Royaume touareg de l'Oudalan
Pour les articles homonymes, voir Oudalan (province).
Entités précédentes :
- Empire songhaï

Entités suivantes :
- Soudan français

 (mai 2012).
Le royaume touareg de l'Oudalan est un ancien royaume qui était situé à l'extrême nord du Burkina Faso dans la région du Gorouol. Le royaume tire son nom de celui d’une tribu touareg, les « Oudalan » qui ont beaucoup marqué la région.
Le royaume marque la frontière nord-est du pays avec le Niger et celle du nord avec le Mali. De nos jours, sa superficie est couverte par la province de l'Oudalan. Au sud, il fait frontière avec la province du Séno et à l'Ouest avec la province du Soum. Le chef-lieu de la province, Gorom-Gorom, est situé à 321 kilomètres de Ouagadougou. 
La province est peuplée par des populations variées. Traditionnellement, la population, nomade dans sa majorité, est à dominante « Kel tamacheq ». On distingue :
- les tamacheqophones (Kel tamacheq) qui regroupent les « Illelen », certains « Gaawooɓè  » et leurs « Iklen (captifs) » ;
- les fulaphones (Fulɓè) à l’intérieur desquels on retrouve d’autres « Gaawooɓè  », les « Fulɓè jelgooɓè », leurs « Riimayɓè ou Machouɓè (captifs)  » et les « Maaleeɓè » ;
- les songhayphones qui englobent les « Kaadey », les « Maaley », les « Seybatan », les « Doogaaɓè » et les « Bambaaɓè ».

## Historique
Jadis, cette région était habitée par les « Gulmanceba » qui sont les premiers habitants sédentaires à occuper la région. A l'avènement de l'Empire songhaï de Gao, la région passe d'abord sous la domination d'une première vague de Songhays réfractaires à l'islam qui assimile certains « Gulmanceba », lorsqu'ils ne les asservissent pas, et ensuite sous celle d’une seconde vague, islamisée cette fois–ci, fuyant la conquête marocaine.
Fuyant les persécutions de Sonni Ali (1464–1492), les premiers Fulɓe arrivent dans la région au XVe siècle. Il s'agit de la fraction des Sangaré de la tribu des « tooroɓe ». D'autres évènements vont pousser d'autres vagues Fulɓe à gagner la région à l'instar du pachalik marocain à Tombouctou jugé oppressif par ces derniers. Cette raison peu convaincante s'ajoute au phénomène de « migration-transhumance » ou « migratory drift » selon Derrick J. Stenning, qui consiste à pousser de plus en plus loin dans une région inconnue à la recherche des points d'eau et de pâturages à chaque saison sèche. Le premier groupe à atteindre l'Oudalan est constitué de la fraction des « Adaaɓè » et des « Agilanaaɓè ». Après eux, sont venus par petits groupes, divers groupes classés sous l'appellation de « Gawooɓè ». Ce sont les « Cewdiiɓè », les « Magabuuɓè », les « Sourtatiiɓè », les « Wilaaɓè », les « Dogaaɓè », les « Silluɓ »», les « Modibaaɓè » et les « Bambaaɓè ». Leur langue, le fulfulde devint par la suite, la lingua franca de la région.
En 1726, un conflit opposa deux fractions « Arma » à Bamba. Alliés au parti de Qâder, les Touaregs de la tribu des « Oudalan » et les autres « Kel tamacheq » du Gourma avaient le dessous face au camp de Hârir alliés à la tribu touareg des « Kal tadmakkat ». Après cette défaite, les Oudalan passèrent définitivement sur la rive gauche du fleuve Niger. Avec eux, partirent vers le sud, les quelques rescapés arma connus de nos jours sous le nom de « Alkaseybaatan » ou « Seybaatan » . La migration fuite des Oudalan se reproduisit une fois encore lorsqu'ils furent chassés de la région de la mare de Gossi où ils s'étaient implantés. Conduits par le patriarche Bahar, ils arrivèrent dans l'extrême nord du Burkina Faso qui devint par la suite « l'Akal oudalan », la terre des Oudalan qu'ils vont dominer. Avec d'autres nobles, les « Kal zingi » et les « Idamosan », ils se lièrent par mariage et formèrent une grande communauté très hiérarchisée. En effet, ils trônent au-dessus de cette société avec les « Alkaseybaatan » dans laquelle ils constituent la classe guerrière appelée « Imazegen ». Ensuite vient dans l'ordre les marabouts « Kal es–souk kal takarangat » considérés comme un lignage saint, d'ascendance illustre sans pareille baraka transmise par lignée paternelle qui les assistent. Suit dans l'ordre, la fraction des « Imrad (Kal enale, Ikoubareden, Kel es-souk, etc. ». Ensuite, viennent les fractions alliées qui sont celle des « Ifulalan » qui sont des « Fulɓe gawooɓè », celle des « Inhadan » qui sont des forgerons et celle des « Kal tamukast » qui sont des religieux. En bas de la pyramide se trouvent les « Iklan » appelés aussi « Bellah » qui constituent la classe servile. Un peu plus au nord, un autre groupe allié dit « Iwarawaragen » s’organisa autour d’un autre « Ettebel ». 
Le début du XIXe siècle marque la période des djihads fulɓe. L'émirat du Liptako est fondé par les « tooroɓe ». Ce état théocratique va dominer toute la région jusqu'en 1827 lorsque les Oudalan livrèrent une bataille à l’armée de l’émir du « Liptako ». Sortis victorieux, ils soustraient leur territoire du « Liptako » et imposent même un tribut à l’émir (BARRAL, H., 1967 : pp3-35). L'avènement de la « Diina du Macina » va entraîner l'arrivée de la tribu Fulɓe des Ferooɓe qui vont supplanter les Tooroɓe au Liptako, lesquels descendent plus au Sud pour fonder l'émirat du Yagha.
La dynastie des « Bari » qui régnait sur la « Diina du Macina » s'effondre sous les coups des Toucouleurs conduits par une fraction des « Tooroɓe » venus fraîchement du « Fouta ». Sous le règne de Tidiane Tall qui a remplacé El Hadj Omar Tall, fondateur de la dynastie « Tall » au Macina, une colonne partit de Hombori avait battu les « Imazegen Oudalan » et « logomaatan » alliés aux « Songay » et soumit le sahel jusqu’à la hauteur de Zinder. Les « Kel tamacheq » et « songay » furent assujettis à un fort impôt annuel. En 1893,  Archinard  occupe le Macina et Ahmadou TALL, le « Lamido joulɓe » (commandeur des croyants) s'enfuit en direction du Sokoto ; ce qui marque la fin de l'hégémonie des « Fulɓè »  sur la région. Les « Kel tamacheq » chassent les percepteurs installés par les « Fulɓè » et reprennent leurs indépendances respectives qui ne seront que de courte durée.
En effet, en 1895, les Oudalan doivent fuir devant les attaques de la fraction « Kel ataram » des Touaregs « Iullemenden » nomadisant jusqu'alors entre Gao et Ménaka, eux-mêmes fuyant devant d'autres violentes attaques d'autres Touaregs venus de l'Aïr. Les Iullemenden conduit par Madidou pillèrent les campements emportant troupeaux et captifs. L'oudalan, totalement ruiné, fut déserté par les rescapés qui trouvèrent refuge à Arbinda, Dori et Téra. L’amenokal des Oudalan trouva protection chez Bokar Wandiédou, amenokal des « Loghomatten ». Durant cette période, la région fut constamment menacée par les « Rezzou iullemenden » dirigés depuis la zone de Gao.
Pendant la colonisation française, les « Oudalan » s'opposèrent farouchement à l'occupation de la région. Ayant participé d’abord à la bataille de  Diagourou sous la bannière d'un marabout qui avait coalisé les « Kel tamacheq » et « Fulɓè », laquelle s'est soldée par une défaite, les « Oudalan » sous la conduite de l'aménokal Mohamadou ag Ottam combattirent les Français commandés par le commandant Crave le 1er décembre 1898 à Fakiline. Les « Oudalan » furent défaits accusant de nombreuses pertes humaines. Abandonnés par leurs alliés, les « Alkaseybaatan » qui se soumirent au colon, ils affrontèrent de nouveau les Français près de Boura le 11 juillet 1899 et perdirent encore la bataille et plus sévèrement. L’aménokal signa à deux reprises les conditions de sa soumission ; la première fois, le 15 novembre 1898 à Dulsu et le 3 décembre 1899 à Dori. Mais, la condition d'abandonner leurs droits sur les tribus et les villages « Iklen » entraîna une révolte entre 1915 et 1916 qui se solda par un grand massacre des « Oudalan » le 2 juin 1916 à Tringuel. Après ce désastre, l’Aménokal fut déposé par ses propres guerriers et remplacé par son neveu Fellane Ag Ogaz. Arrêté et déporté à Soubré en Côte d’Ivoire, Mohamadou ag Ottam meurt quelques années plus tard. Vint alors, une période d'accalmie qui voit l’aménokal reconnu chef du canton de l'Oudalan avec pouvoir sur les tribus « Illelan » et « Songay ». Les « Gaawooɓè » furent soustraits à son autorité et placés sous celle de l'Emir du Liptako (BARRAL, H., 1977 : pp 36).